# Kurpark Königsborn

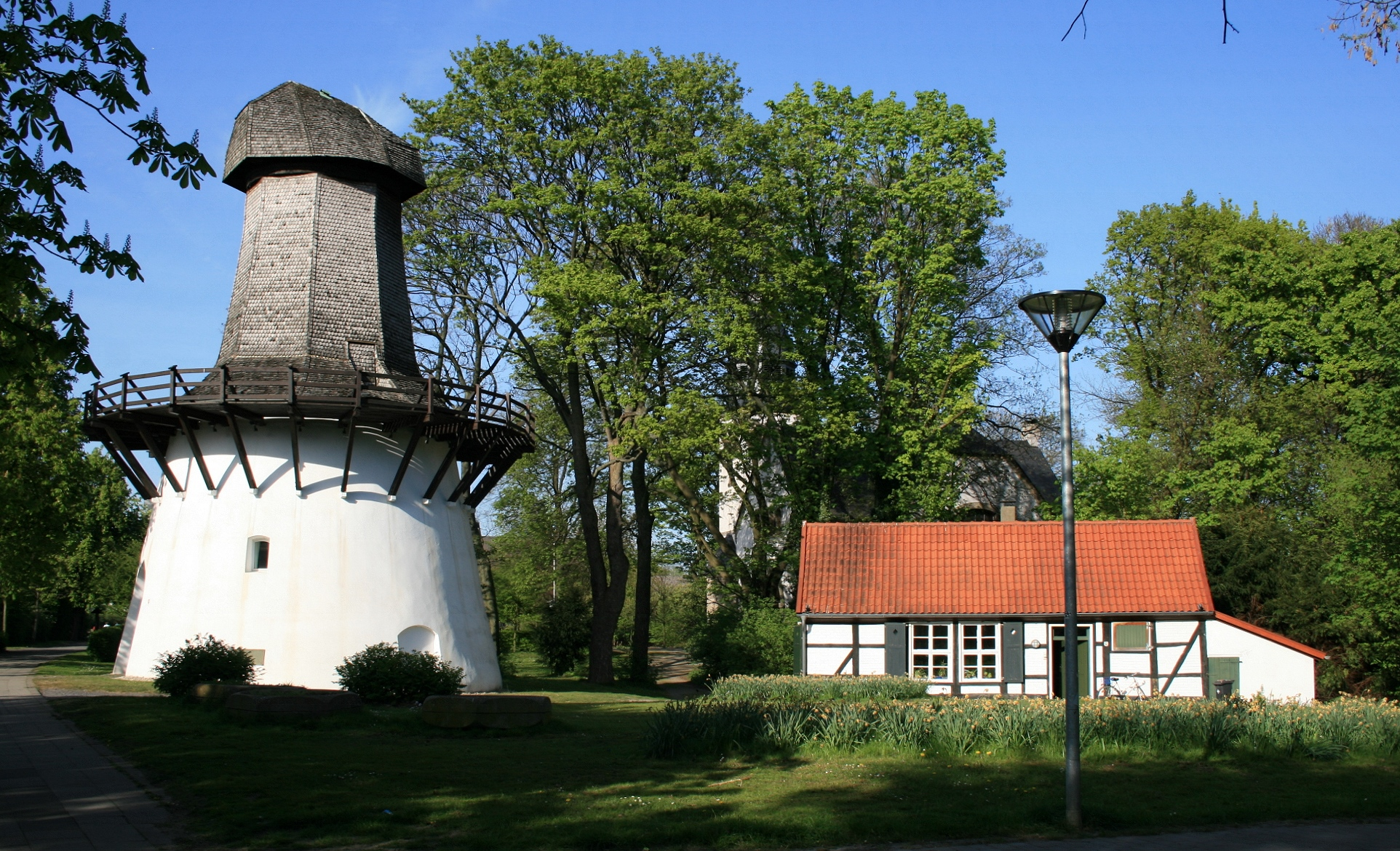
Windpumpenwerk mit Wärterhäuschen

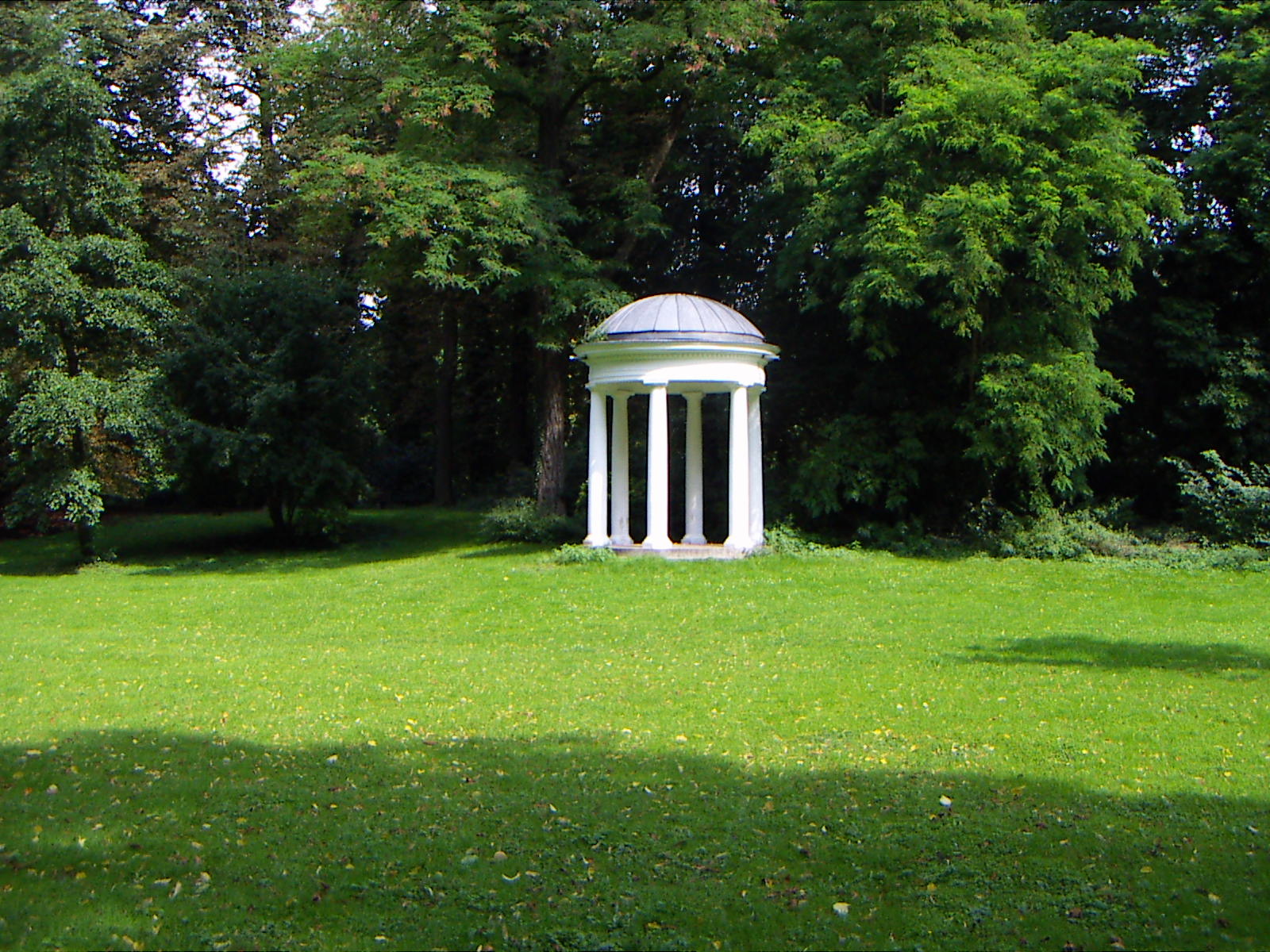
Monopteros

Der Kurpark Königsborn ist eine Parkanlage in Königsborn, einem Stadtteil von Unna. Er entstand Anfang des 19. Jahrhunderts im Zuge der Salzgewinnung und des Kurbetriebs. Der Kurbetrieb wurde 1941 eingestellt und so verschwanden nach und nach alle Kuranlagen wie Kurhotel, Teich, Blumenbeete. Am Eingang des Kurparks Unna-Königsborn befindet sich noch das baufällige ehemalige Windpumpenwerk mit Wärterhäuschen der ehemaligen Saline Königsborn. Im Kurpark befinden sich vor allem Tennisplätze, der Kinderzirkus Travados, die Jugendkunstschule und ein Kindergarten. 2020 wurde der „Förderverein Kurpark Unna-Königsborn“ neu gegründet.